# Vladímir Yatsuba
Volodímir Yatsuba (en ucraniano: Володімір Яцу́ба, nacido el 1 de julio de 1947) es un político ucraniano. Se desempeñó como alcalde de la ciudad de Sebastopol hasta la crisis de Crimea de 2014 tras renunciar al cargo y ser reemplazado por un alcalde prorruso.
Anteriormente fue elegido dos veces a la Rada Suprema, el parlamento ucraniano. La primera vez, entre el 15 de mayo de 1990 y el 10 de mayo de 1994, siendo electo por el Partido Comunista de Ucrania y representando al 75° distrito electoral. La segunda vez, entre el 23 de noviembre de 2007 y el 11 de marzo de 2010 por el Partido de las Regiones.